# Форт-Лодердейл
Форт-Лодердейл (англ. Fort Lauderdale) — місто (англ. city) в США, в окрузі Бровард на південному сході штату Флорида на узбережжі Атлантичного океану, за 40 км північніше Маямі. Населення — 182 760 осіб (2020); агломерації Форт-Лаудердейл-Помпано-Біч-Дірфілд-Біч — 1 766 476 осіб (2009 рік). Агломерація Форт-Лодердейла є підагломерацією конурбації Маямі-Форт-Лодердейл-Помпано-Біч з загальним населенням 5 547 051 особа (2009 рік).
Форт-Лодердейл має прізвисько «Венеція Америки» за численні канали. Це великий курортний центр (10,35 млн туристів у 2006 році), яхтовий центр (42 тисячі яхт на 100 марінах (яхтових гаванях) й подвір'ях). Місто назване за ім'ям майору Вільяма Лодердейла, який командував загоном солдатів що побудували перший форт під час Другої Семінольської війни. У місті знаходиться мистецький музей (заснований 1958 року).
Середньодобова температура липня — +28 °C, січня — +20 °C. Щорічні опади — 1630 мм з піком на вологий сезон травня-жовтня.

## Географія
Форт-Лодердейл розташований за координатами 26°8′29″ пн. ш. 80°8′38″ зх. д. / 26.14139° пн. ш. 80.14389° зх. д. (26.141305, -80.143896).  За даними Бюро перепису населення США в 2010 році місто мало площу 99,90 км², з яких 90,04 км² — суходіл та 9,86 км² — водойми. В 2017 році площа становила 94,05 км², з яких 89,60 км² — суходіл та 4,44 км² — водойми.

### Клімат
| Клімат : Форт-Лодердейл | Клімат : Форт-Лодердейл | Клімат : Форт-Лодердейл | Клімат : Форт-Лодердейл | Клімат : Форт-Лодердейл | Клімат : Форт-Лодердейл | Клімат : Форт-Лодердейл | Клімат : Форт-Лодердейл | Клімат : Форт-Лодердейл | Клімат : Форт-Лодердейл | Клімат : Форт-Лодердейл | Клімат : Форт-Лодердейл | Клімат : Форт-Лодердейл | Клімат : Форт-Лодердейл |
| Показник                | Січ.                    | Лют.                    | Бер.                    | Квіт.                   | Трав.                   | Черв.                   | Лип.                    | Серп.                   | Вер.                    | Жовт.                   | Лист.                   | Груд.                   | Рік                     |
| Абсолютний максимум, °C | 31,1                    | 32,2                    | 34,4                    | 36,1                    | 35,6                    | 37,8                    | 37,2                    | 37,8                    | 37,2                    | 35,0                    | 32,8                    | 32,2                    | 37,8                    |
| Середній максимум, °C   | 24,1                    | 24,8                    | 25,8                    | 27,7                    | 29,8                    | 31,5                    | 32,1                    | 32,4                    | 31,6                    | 29,9                    | 27,2                    | 24,9                    | 28,5                    |
| Середній мінімум, °C    | 13,9                    | 15,0                    | 16,4                    | 18,8                    | 21,5                    | 23,6                    | 24,1                    | 24,3                    | 24,0                    | 22,1                    | 18,7                    | 15,7                    | 19,8                    |
| Абсолютний мінімум, °C  | −2,2                    | −2,2                    | 0,0                     | 4,4                     | 9,4                     | 13,9                    | 17,8                    | 18,9                    | 16,1                    | 6,7                     | 1,7                     | −1,7                    | −2,2                    |
| Днів з дощем            | 5,0                     | 6,1                     | 6,9                     | 5,4                     | 8,8                     | 15,9                    | 15,9                    | 15,7                    | 15,8                    | 10,6                    | 8,1                     | 8,1                     | 122,3                   |
| ----------------------- | ----------------------- | ----------------------- | ----------------------- | ----------------------- | ----------------------- | ----------------------- | ----------------------- | ----------------------- | ----------------------- | ----------------------- | ----------------------- | ----------------------- | ----------------------- |
| Джерело:                |                         |                         |                         |                         |                         |                         |                         |                         |                         |                         |                         |                         |                         |

## Демографія

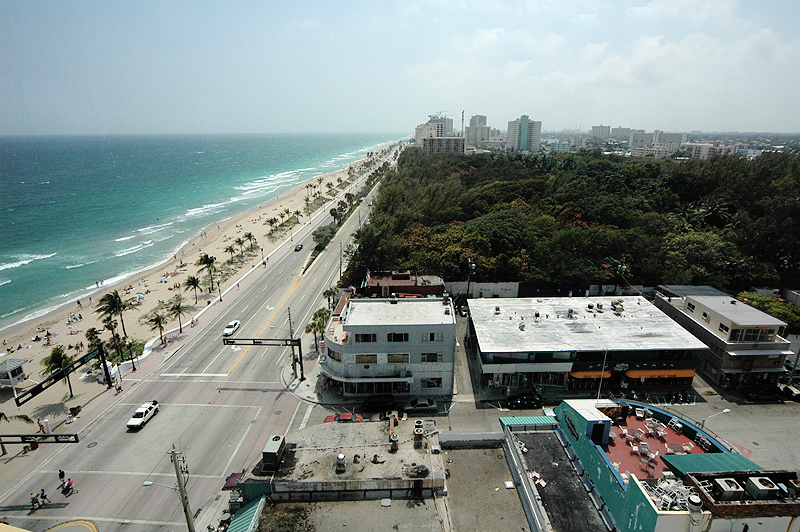
Узбережжя Атлантичного океану в Форт-Лодердейлі

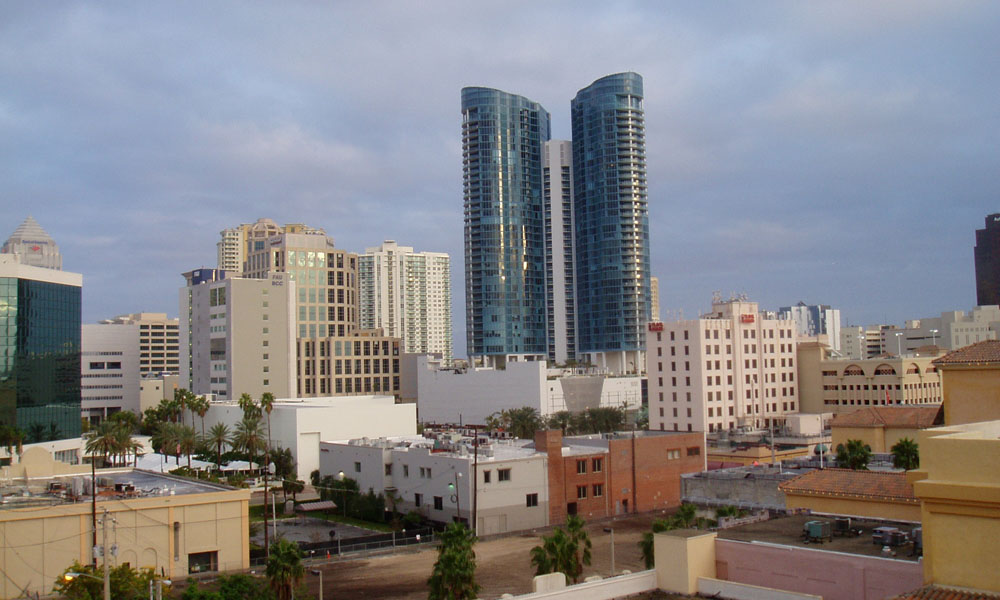
Лас-Олас-Рівер-Хауз

Згідно з переписом 2010 року, у місті мешкала 165 521 особа в 74 786 домогосподарствах у складі 35 561 родини. Густота населення становила 1657 осіб/км².  Було 93159 помешкань (933/км²).
Расовий склад населення:
| - 62,6 % — білих - 31,0 % — чорних або афроамериканців - 1,5 % — азіатів - 0,3 % — корінних американців - 0,1 % — вихідців з тихоокеанських островів - 2,5 % — осіб інших рас |

До двох чи більше рас належало 2,1 %. Частка іспаномовних становила 13,7 % від усіх жителів.
За віковим діапазоном населення розподілялося таким чином: 17,6 % — особи молодші 18 років, 67,1 % — особи у віці 18—64 років, 15,3 % — особи у віці 65 років та старші. Медіана віку мешканця становила 42,2 року. На 100 осіб жіночої статі у місті припадало 111,8 чоловіків;  на 100 жінок у віці від 18 років та старших — 113,1 чоловіків також старших 18 років.
Середній дохід на одне домашнє господарство  становив 82 618 доларів США (медіана — 50 778), а середній дохід на одну сім'ю — 100 353 долари (медіана — 60 750). Медіана доходів становила 47 245 доларів для чоловіків та 40 566 доларів для жінок. За межею бідності перебувало 20,7 % осіб, у тому числі 35,4 % дітей у віці до 18 років та 12,6 % осіб у віці 65 років та старших.
Цивільне працевлаштоване населення становило 84 690 осіб. Основні галузі зайнятості: освіта, охорона здоров'я та соціальна допомога — 18,3 %, науковці, спеціалісти, менеджери — 16,4 %, мистецтво, розваги та відпочинок — 13,7 %.

## Відомі особистості
Народилися
- Маріо Діас-Баларт (* 1961) — американський політик.

Померли
- Артур Моул — американський фотограф.